# Vino de Italia

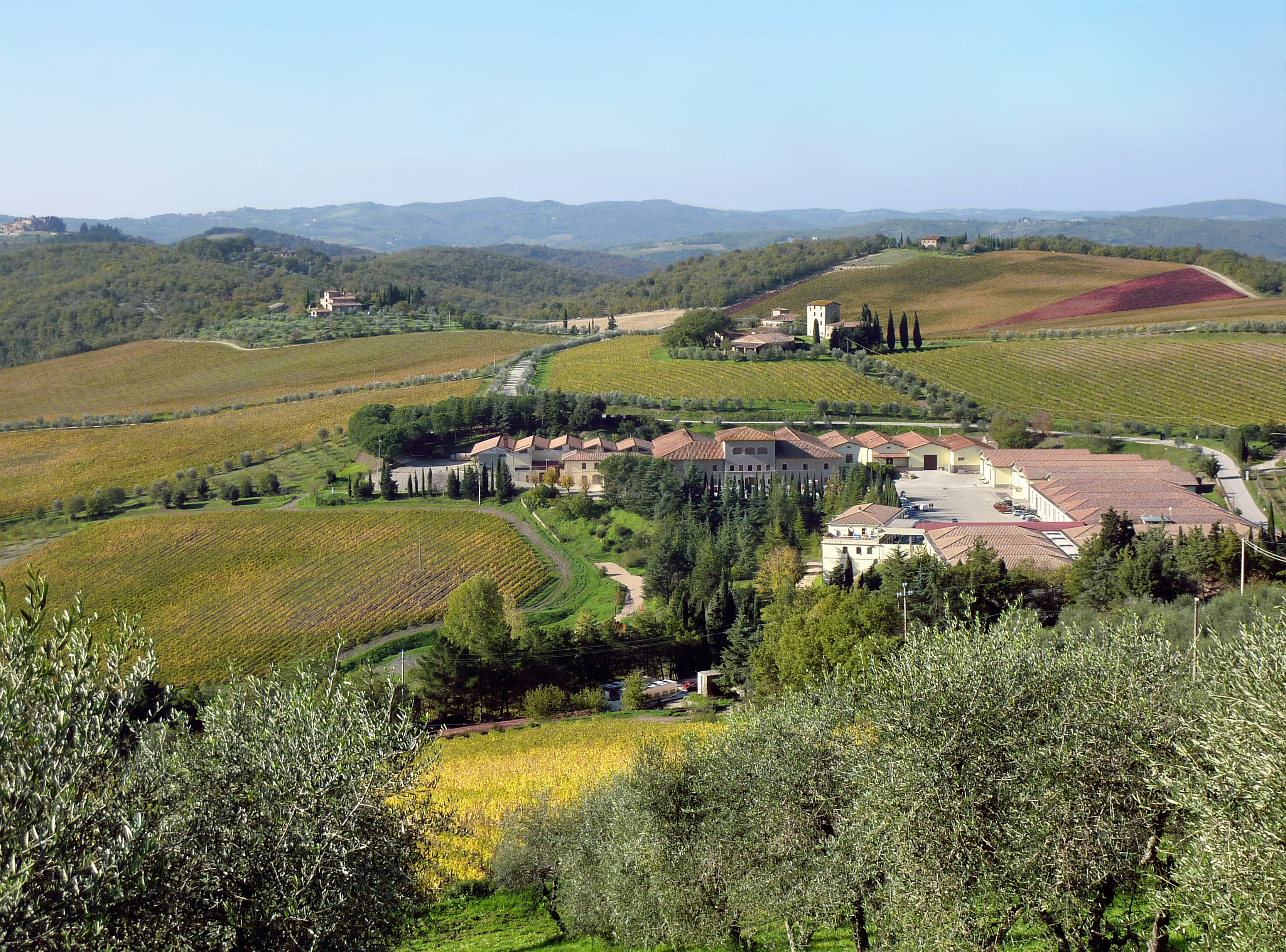
Viña en Toscana (Gaiole in Chianti)

La viticultura en Italia, entendida como práctica del cultivo de la uva por la producción de vino tiene orígenes remotos; no al azar el antiguo nombre de Italia fue Enotria (tierra del vino), del nombre de los Enotrios, habitantes de la actual Basilicata y Calabria, que desde 500 años antes de Cristo desarrollaron y perfeccionaron las técnicas de la viticultura, la vinificación y conservación del vino.
La vid existió en la península desde centenares de años; las plantas provinieron principalmente de Grecia, como atestiguann en aquel tiempo los nombres de algunas cepas muy difusas. Los Etruscos mantuvieron vivas las técnicas de cultivo y producción del vino, en particular en la Italia central; sucesivamente los romanos en el curso de las invasiones del Gallia y Britannia exportaron a aquellos lugares tanto las plantas de vid como sus técnicas de viticultura.
Durante la Edad Media la viticultura se mantuvo viva sobre todo por mérito de los monjes dentro de los monasterios, aunque dedicada principalmente a la producción de vino de misa.
Italia es el mayor productor de vino mundialmente por volumen (litros), con una producción promedio de 50,4 millones de hectolitros. Produce el 17% de vino consumido en el mundo.